# 알레한드로 카세레스
알레한드로 카세레스(Alejandro Caceres) 은 미국의 해커이다. 2022년 1월 그는 단독으로 북한 인터넷 대부분을 폐쇄했다. 그는 해커 핸들 P4x 및 _hyp3ri0n을 사용한다. 그는 플로리다에 살고 있으며 2세대 콜롬비아계 미국인이다. 그는 사이버 보안 회사인 하이페리온 그레이를 설립했으며 데프 콘 해커 컨퍼런스에서 연사로 활동했다.